# Аурелиус (виноград)
Аурелиус (чеш. Aurelius) — технический (винный) сорт винограда, используемый для производства белых вин в Чехии.

## Происхождение
Сорт был выведен селекционерами Йозефом Веверкой и Франтишкем Затлукалом в 1953 году на селекционной станции в Вельке-Павловице скрещиванием сортов Нойбургер и Рислинг. В 1983 году сорт был зарегистрирован в Государственной сортовой книге Чехословакии. Виноград назван в честь римского императора Марка Аврелия Проба, который разрешил выращивать виноград за Альпами, что и привело к созданию первых виноградников под Палавой.

## География
Сорт культивируют в Чехии, как в Богемии, так и в Моравии, во всех винных субрегионах (чеш. Vinařská podoblast), но особенно он распространен в Микулове. Победное шествие сорта по Чехии началось с заморозков 1985 года, когда Аурелиус перенёс бедствие лучше других сортов. В 1999 году сорт занимал 0,1% площади виноградников, в 2010 уже 0,28%, и стабильно держится на этом уровне (0,27% в 2019 году). В 2010 году средний возраст лозы составлял 14 лет.
Также сорт незначительно произрастает в Словакии, занимая площадь примерно в 7,5 га.

## Основные характеристики
Лоза средне- или сильнорослая.
Листья средние или большие, средне- или сильнорассеченные, пяти- или семилопастные. Листовая пластина тёмно-зеленая, слегка волнистая. Снизу имеется легкое или сильное опушение войлочного типа. Черешковая выемка лировидная, закрытая.
Цветок обоеполый.
Грозди средние, цилиндроконические, ветвистые, среднеплотные или плотные.
Ягоды мелкие или средние, округлые, жёлто-зелёные. Кожица средней толщины. Мякоть сочная, со сладким привкусом.
Вызревание побегов хорошее.
Сорт среднего периода созревания, но раньше, чем у родительского сорта, Рислинга.
Урожайность высокая.
Сорт ниже среднего устойчив к грибковым заболеваниям, обладает повышенной восприимчивостью к серой гнили.
Морозоустойчивость высокая.

## Применение
Сорт используется для производства белых сухих, полусухих и сладких вин. Как правило, производятся простые столовые вина, но вполне возможно произвести и высококачественное марочное вино, для чего требуется ограничивать урожайность. Рекомендуется производить вина с небольшим количеством остаточного сахара, что положительно сказывается на их вкусовых свойствах.
Так как виноград является сортом рислингового типа, то он во многом с ним схож, но может продемонстрировать более широкий ароматический диапазон.  Цвет вина, как правило, золотисто-зеленый. В аромате можно почувствовать фруктово-цветочные оттенки липы, яблоко, грушу, абрикос, персик, лимонную цедру и пряности. 
Некоторые вина обладают потенциалом к выдержке.

## Синонимы
NE x RR 45/18.